# You Are Not My Mother
You Are Not My Mother ist ein Horrorfilm und Filmdrama von Kate Dolan, das im September 2021 beim Toronto International Film Festival seine Premiere feierte.

## Handlung
Char ist eine begabte Schülerin und hat eine Klasse übersprungen. Die junge Frau muss aber nicht nur mit dem Mobbing in der Schule durch eine Gruppe gemeiner Mädchen fertig werden, auch mit ihrer depressiven Mutter Angela hat sie es nicht leicht. Eines Tages kommt Angela nicht mehr nach Hause. Char weiß nicht, was sie tun soll, und der Polizei sind bei der Suche nach Angela die Hände gebunden. Char fragt sich, ob ihre Mutter möglicherweise Selbstmord begangen hat. Ihr Onkel Aaron hilft in diesen Tagen bei den wichtigsten Dingen und füllt den leeren Kühlschrank wieder auf. 
Als Angela schließlich zurückkommt, wirkt sie völlig verändert. Die verschlossene Frau, die früher kaum ihr Bett verlassen konnte, lächelt plötzlich und bereitet das Abendessen zu. So hat Char ihre Mutter schon viele Jahre nicht mehr erlebt. Großmutter Rita hingegen ist misstrauisch und glaubt, Angela könnte womöglich besessen sein.

## Produktion
Regie führte Kate Dolan, die auch das Drehbuch schrieb. You Are Not My Mother ist ihr Spielfilmdebüt.
Die Nachwuchsschauspielerin Hazel Doupe spielt Char, Carolyn Bracken ihre Mutter Angela und Ingrid Craigie ihre Großmutter. Paul Reid spielt Onkel Aaron.
Die Premiere erfolgte am 13. September 2021 beim Toronto International Film Festival, wo der Film in der Sektion Midnight Madness gezeigt wurde. Ende Januar, Anfang Februar 2022 wurde der Film beim Göteborg International Film Festival gezeigt, im März 2022 beim Glasgow Film Festival. Im April 2022 wurde er bei den Fantasy Filmfest Nights des Fantasy Filmfest erstmals in Deutschland gezeigt.

## Rezeption

### Kritiken
Von den bei Rotten Tomatoes erfassten 73 Kritiken sind 89 Prozent positiv.

### Auszeichnungen
Dublin International Film Festival 2022
- Auszeichnung mit dem Aer Lingus Discovery Award (Kate Dolan)[10]

Irish Film and Television Awards 2022
- Nominierung als Bester Film
- Nominierung für die Beste Regie (Kate Dolan)
- Nominierung für das Beste Drehbuch (Kate Dolan)
- Nominierung als Beste Hauptdarstellerin (Hazel Doupe)
- Nominierung für die Beste Kamera (Narayan Van Maele)
- Nominierung für die Beste Filmmusik (Die Hexen)[11]

Toronto International Film Festival 2021
- People’s Choice Award: Midnight Madness, First Runner Up[12]